# Embolització amb espiral endovascular
L'embolització amb espiral endovascular és un tractament endovascular per a aneurismes intracranials i sagnats a tot el cos. El procediment redueix la circulació sanguínia en l'aneurisma mitjançant l'ús de cables de platí enrotllables, on el metge que n'insereix un o més en l'aneurisma fins que es determina que el flux sanguini ja no es produeix dins de l'aneurisma. És un dels dos tractaments principals per als aneurismes cerebrals, l'altre és el clipatge. El clipatge és una alternativa a la col·locació del stent per sagnat.